# Аландська експедиція
Аландська експедиція — похід російського корпусу під час російсько-шведської війни льодом Ботнічної затоки до Аландських островів та на східне узбережжя Швеції 26 лютого (10 березня) — 7(19) березня 1809 року.
Російський корпус під орудою Багратіона нараховував 17 тисяч солдатів і мав 20 гармат. Аландський архіпелаг охороняв шведський загін під командуванням генерала Діобельна, який налічував близько 10 тисяч вояків. Зібравшись на острові Кумлінгу, 3(15) березня росіяни перейшли в наступ. Під загрозою оточення шведи відступили, і до 6(18) березня російські війська зайняли Аландські острови. Переслідуючи відступаючих, вони вийшли до узбережжя Швеції і захопили Гріслехамн, а північніше інші російські загони — Умео та Торніо. Внаслідок Аландської операції шведський уряд звернувся до російського з пропозицією миру.